# LGBT práva v Číně

Duhová mapa Čínské lidové republiky

Lesby, gayové, bisexuálové a translidé (LGBT) se v Čínské lidové republice setkávají s právními a sociálními komplikacemi, které jsou pro většinovou populaci neznámé. Čínská ústava považuje za monogamní vztah pouze manželství, které je legální pouze mezi mužem a ženou. Homosexuální sňatky a adopce dětí páry stejného pohlaví nejsou v zemi uzákoněné. Domácnostem tvořeným gay a lesbickými páry se nedostává stejné právní ochrany a LGBT minorita není nijak chráněná proti diskriminaci na základě odlišné sexuální orientace nebo genderové identity.
Výskyt homosexuality i homoerotiky byl zdokumentován už v období Starověké Číny. Podle studií University of London  byla homosexualita před importem západní kultury v 19. století považovaná za zcela běžnou součást tamní společnosti. Dokonce se i spekuluje, že několik čínských císařů mělo vedle heterosexuálních vztahů i homosexuální milence. Technicky vzato lze homofobii považovat až za fenomén moderní doby, tedy 19. a 20. století, kdy do Číny pronikal západní vliv. Konkrétně se jedná o pozdní období Říše Čching a Čínské republiky (1912-1949).
Homosexualita se stala nejvíce viditelnou během Mao Ce-Tungovy vlády (1949-1976). V 80. letech se téma homosexuální identity a komunity začalo znovu dostávat do veřejného života a celkové povědomí čínské společnosti o existenci této problematiky se opět zvýšilo. Tak jako tak ale v Číně spíše převládají heteronormativní sociální postoje spočívající v preferenci tradičního pojetí rodiny a obecném opomíjení LGBT, což značnou část Číňanů odrazuje od případného coming outu.
Co se týče postoje čínské vlády k LGBTIQ+ lidským právům, tak je v podstatě lhostejný, tedy ani pozitivní, ale ani negativní. V poslední době byly zaznamenány případy zákazů LGBT událostí ze strany místních autorit. V současné době Čína zakazuje prezentování homosexuálních vztahů ve veřejnoprávních médiích, jakož i vyobrazování zženštilých mužů.

## Dějiny

### Starověká Čína

#### Dynastie Šang
První historicky doložené případy výskytu homosexuálních vztahů na čínském území sahají do období Dynastie Šang (cca 16. až 11. století př. n. l.). Homosexualita byla v tehdejším jazyce označována termínem luan feng. O lesbických vztazích se v historických spisech nehovoří, ale obecně se má vzato, že se tehdejší společnost o homosexualitu vlastně vůbec nezajímala, a považovala jí jako normální součást života.

#### Dynastie Čou
Několik příběhů s tématem homosexuální lásky během Dynastie Čou (1046-256 př. n. l.) se dochovalo až do současnosti. Jedním z nich je zdokumentovaný případech vévody Xiana z Jinu vládnoucího v období 676-651 před Kristem, který využil pohlednosti a sexuálního šarmu jednoho mladého dvořana k ovlivnění svého soupeře. Dalšími jsou láska mezi Mizi Xia a Vévodou Linga z Wei a vztah mezi králem Anxi z Weie a jeho milencem lordem Longem Jangem v Období válčících států.
Homosexualita se během této doby stala také populárním námětem pro mnoho literárních děl. Například čínský básník Čchü Jüan měl několikrát vyjádřit svou lásku tehdejšímu vládci králi Huai z Ču prostřednictvím několika svých děl, zejména "Li Sao" nebo "Touha po kráse".

### Čínské impérium

#### Dynastie Song
První zákony kriminalizující homosexuální styky v Číně byly přijaty za vlády Čenga Che z dynastie Song. Podle jejich znění šlo mladému muži provozujícímu mužskou prostituci uložit trest 100 ran bambusem a pokutu 50 tisíc hotových peněz. Co se týče heterosexuální prostituce, tak ta byla trestná jako zločin bun nan (prostituce mezi mužem a ženou).

#### Dynastie Ming
K přijetí prvních zákonů přímo kriminalizujících pohlavní styk mezi muži došlo až za vlády Ťia-ťinga z dynastie Ming.

#### Dynastie Čhing
Od r. 1655, když převzala moc nad Čínou dynastie Čhing, tak se v uplatňování zákonů proti ji jan (sodomii) dále pokračovalo. V r. 1679 se ji jian zákon novelizoval a zahrnul se do něj dodatek přímo se zmiňující o análním styku. Za spáchání tohoto trestného činu šlo pachatelům minimálně uložit trest měsíčního vězení a 100 ran bambusem.

### Moderní Čína

#### Čínská republika (1912-1949)
V r. 1912 byly na území Číny veškeré zákony proti ji jian zcela zrušeny.

#### Čínská lidová republika (1949-současnost)
Po státním převratu r. 1949, když se moci ujala Komunistická strana Číny, byla homosexualita všeobecně deklarovaná jako symbol buržoazní dekadence. Zacházení s osobami podezřelými z ní bylo v období kulturní revoluce obzvlášť kruté. V r. 1979 se do Trestního zákoníku zahrnul tzv. Chuligánský oddíl, který byl později r. 1997 zrušen čínským vedením, což lze do jisté míry považovat za dekriminalizaci homosexuality. V r. 2001 Čínská asociace psychiatrů vyřadila homosexualitu ze seznamu nemocí.

## Stejnopohlavní soužití
Manželský zákon Čínské lidové republiky (čínsky: 中华|人民|共|和|国|婚姻|法}, pchin-jin: Zhōnghuá Rénmín Gònghéguó Hūnyīn Fǎ) přijatý na třetím zasedání Pátého Všečínského shromáždění lidových zástupců konaném 10. září 1980 definuje manželství jako trvalý svazek muže a ženy.
5. ledna 2016 se soud ve městě Čchang-ša, jižní provincie Chu-nan, zabýval sporem mezi Úřadem pro civilní záležitosti Distriktu Furong (Bureau of Civil Affairs of Furong District) a 26letým čínským občanem Sunem Wenlinem, kterému příslušná instituce v červnu 2015 znemožnila uzavřít sňatek s jeho 36letým partnerem Chu-Mingliangem. 13. dubna 2016 dal soud za pravdu tamním úřadům a Sunovu žalobu shledal neopodstatněnou. Stěžovatel v reakci na to uvedl, že se proti rozhodnutí odvolá. Při této příležitosti demonstrovaly před budovou soudu stovky podporovatelů uzákonění homosexuálních sňatků. 17. května 2016 proběhla v Čchang-še neoficiální svatba mezi Sunem a Chuem. Obřad měl symbolizovat jejich záměr zorganizovat 99 dalších neoficiálních gay a lesbických svateb po celé zemi v rámci jejich boje za legalizaci stejnopohlavního manželství v Číně.
V říjnu 2017 přijalo Všečínské shromáždění lidových zástupců novelu čínských zákonů, která umožňuje všem dospělým a svéprávným občanům si po oboustranném souhlasu svobodně ustanovit svého druha. Jedná se o jakýsi ekvivalent neregistrovaného soužití, kdy si jednotlivec na základě úředního dokumentu určí svého druha bez ohledu na pohlaví, jemuž mohou být poskytovány informace o jeho zdravotním stavu. Institut dává párům žijícím v takovém svazku i jistá vzájemná práva a povinnosti v oblasti majetku atd. V případě, že se jeden z partnerů stane nesvéprávným nebo jinak nezpůsobilým k právním úkonům, ať už v důsledku tragédie nebo duševního onemocnění, jeho/její druh/družka se automaticky stávají poručníky, kteří jsou oprávněni za něj/ní činit rozhodnutí, a to v nejlepším zájmu svého poručence. Poručenství z nich mimo jiné také činí dědice ze zákona, správce jmění závislé osoby a plné zákonné zástupce.
12. dubna 2021 rozhodl šen-jangský lidový soud (Shenyang Intermediate People's Court), provincie Liao-ning v neprospěch 79leté ženy, které žalovala svou 50letou partnerku, že odcizila z jejího bankovního účtu 294 tisíc čínských jüanů s odůvodněním, že jejich vztah nemá status manželství.

### Peking
Hlavní město Peking přiznává homosexuálním partnerům svých obyvatel právo pobytu.

### Hongkong
V červnu 2009 přiznala hongkonská vláda homosexuálním spolužijícím párům jistou právní ochranu prostřednictvím místní vyhlášky o domácím násilím (Domestic Violence Ordinance, čínsky:家庭及同居關係暴力條例, pchin-jin:Jiātíng Jí Tóngjū Guānxi Bàolì Tiáolì).
V dubnu a září 2017 rozhodly hongkongské soudy, že homosexuální partneři vládních zaměstnanců mají právo na stejné benefity, jimiž disponují jejich heterosexuální manželé, včetně práva trvalého pobytu. Hongkongská vláda se proti oběma těmto rozsudkům posléze odvolala. V červenci 2018 potvrdil hongkongský nejvyšší odvolací soud (Court of Final Appeal) rozhodnutí soudů nižší instance, tedy že stejnopohlavní páry disponují právem na získání trvalého pobytu v Hongkongu. Obdobně rozhodl ten samý soud i v případě dubnového rozhodnutí stejného typu  poté, co jej jiný odvolací soud zrušil.
V červnu 2018 podala hongkongská lesbická občanka známá pod jménem "MK" žalobu proti vládě, která jí zamítla žádost o vstup do registrovaného partnerství s její partnerkou s odůvodněním, že došlo k porušení jejího práva na soukromí a rovné zacházení garantovaného hongkongským základním zákonem (Hong Kong Basic Law) a vyhláškou o právech (Hong Kong Bill of Rights Ordinance). V srpnu 2018 se konalo první předběžné cca 30minutové slyšení u hongkongského nejvyššího soudu (High Court of Hong Kong). Plné veřejné řízení mělo proběhnout 28. května 2019, ale soud jej nakonec odložil na říjen 2019.
V listopadu 2018 navrhl otevřeně homosexuální hongkongský zákonodárce Raymond Chan Chi-chuen zahájit studii o právních aspektech registrovaných partnerství párů stejného pohlaví. Pro hlasovalo 24 zákonodárců, proti 27. Návrh byl tedy zamítnut.
V lednu 2019 podali dva muži žalobu proti hongkongskému zákazu stejnopohlavního manželství s odůvodněním, že svým obsahem odporuje ustanovením hongkongské ústavy. Hongkongský nejvyšší soud v reakci na to uvedl, že se bude jejich případem zabývat.

## Zákony týkající se změny pohlaví
V r. 2009 čínská vláda vydala zákaz transsexuálním osobám svévolně měnit své pohlaví v dokladech s tím, že pro úřední změnu je požadována chirurgická terapie poskytovaná pouze osobám, které dosáhly určitého věku.

### Provincie Šan-si
V r. 2014 Šan-si umožnila transsexuálům sepsat určité dodatky k rozhodnutí o jejich změně pohlaví zahrnuté do nově vydaných dokladů. V důsledku to znamená, že i po chirurgické terapii je jim umožněno setrvávat v heterosexuálním manželském svazku.

## Adopce a rodičovství
Čínská vláda striktně požaduje, aby zahraniční páry mající zájem o děti z Číny, byly heterosexuální a adopci dětí LGBT páry tak zakázala.

## Ochrana před diskriminací
V čínském právu není žádná zmínka o zákazu diskriminace sexuálních menšin, a to ani v Zákoníku práce. Zákoník práce zakazuje diskriminaci zaměstnanců založenou na základě jeho etniku, pohlaví a náboženském vyznání.

### Hongkong
Hongkongský zákon na ochranu práv 1991 zakazuje diskriminaci na všech možných základech, na nichž by k ní mohlo docházet. Výčet je v tomto zákonu demonstrativní. Jasný důkaz aplikace tohoto zákona je vidět v kauze Leung TC William Roy, který byl interpretován jako diskriminace na základě sexuální orientace. Nicméně tento zákon je působný pouze ve veřejném, nikoli soukromém sektoru.
Dle sociologického průzkumu z roku 2015 provedeným vědci z Hongkongské univerzity se 33 % respondentů vyjádřilo pro stejnopohlavní manželství nebo jinou formu spolusoužití stejnopohlavních párů, zatímco 43 % respondentů bylo proti. Výrazný posun byl spatřen z průzkumu, který se opakoval r. 2017, v něm bylo 50,4 % repsondentů pro stejnopohlavní manželství.

### Macau
Podpůrná Ústava Macau článek 25 chrání zdejší občany před diskriminací založenou na vyjmenovaných základech. Sexuální orientace v nich zahrnutá není. Nicméně v Zákoníku práce je zákaz diskriminace na základě sexuální orientace zahrnut (Zákon č. 7/2008 § 6 odst. 2 Sb.), stejně tak i v zákoně o ochraně osobních dat (Zákon č. 8/2005 Sb., § 7 odst. 1,2) a o funkci ombudsmana (§ 31 odst. a) Zákona č. 10/2000 Sb., novelizovaného na Zákon č. 4/2012 Sb.)

## Svoboda projevu a cenzura

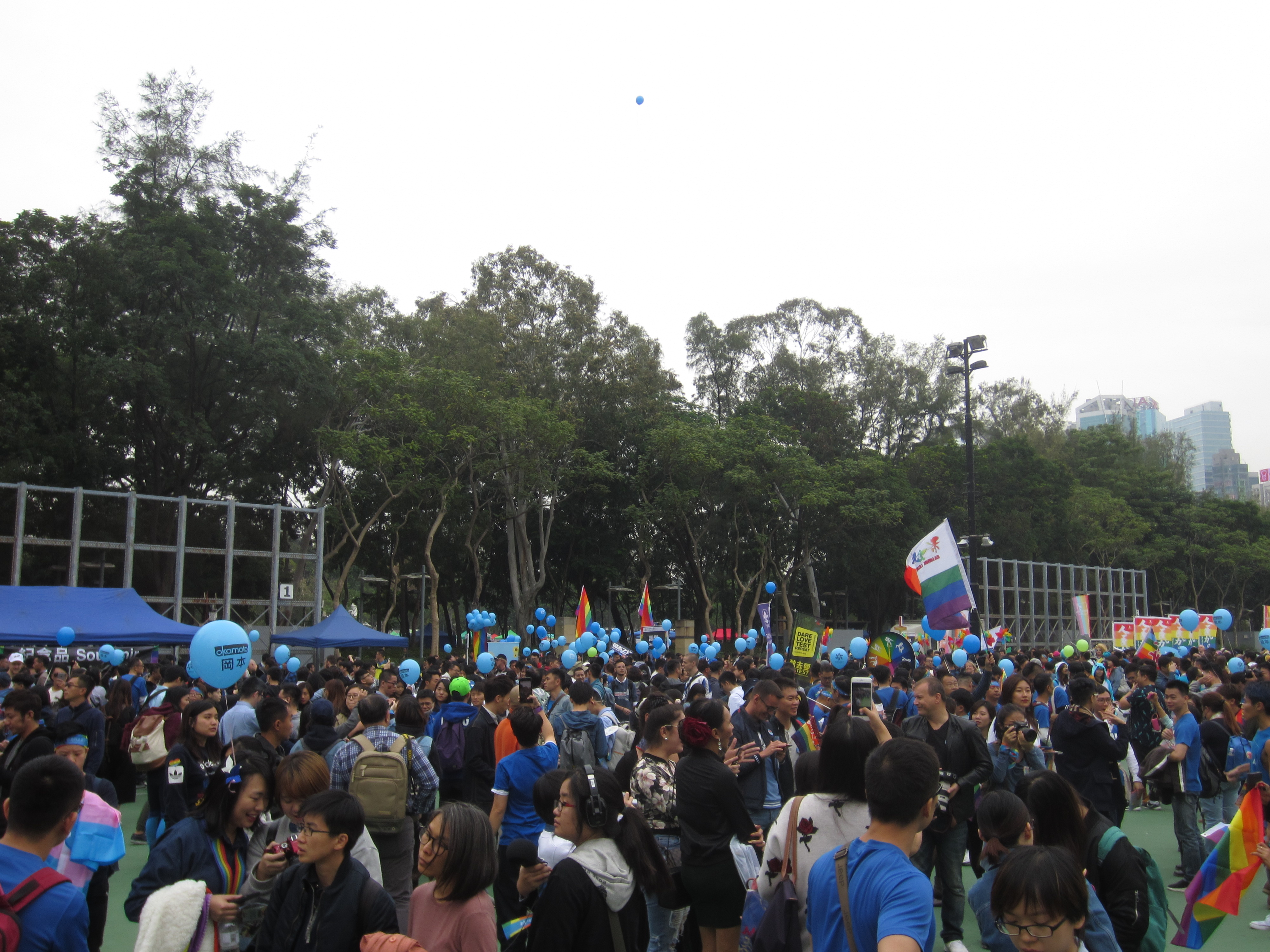
Hong Kong Pride se každoročně koná od roku 2008.

V roce 2015 podal režisér Fan Popo žalobu na vládní cenzory kvůli stažení jeho gay dokumentu Mama Rainbow z online prostředí. Pekingský lidový soud ve svém rozsudku z prosince 2015 shledal, že tak došlo k porušení jeho práva na svobodu projevu, a zavázal Státní úřad pro média, tisk a rozhlas k sjednání nápravy. Přestože soud dal Fanovi za pravdu, čínské autority jeho dokument v online prostředí nezpřístupnily.
31. prosince 2015 vydala China Television Drama Production Industry Association nové směrnice týkající se zákazu prezentace LGBTIQ+ vztahů v médiích. "Žádný filmový snímek nesmí vyobrazovat abnormální sexuální vztahy jako jsou incest, intimnosti mezi osobami stejného pohlaví, sexuální perverze, násilí, znásilnění atd.," stojí v nově vydaných pravidlech týkajících se médií. Tato omezení se vztahují i na veřejně dostupné počítačové sítě, která dříve podléhala měkčí cenzuře:
| „ | Veřejně dostupné počítačové sítě obecně podléhají měkčí cenzuře ze strany čínských autorit ve srovnání s televizí a kinematografií. Často obsahují více sexuálně explicitní a násilnější obsah, který je pro tradiční čínská média tabu. | “ |

V únoru 2016 obdržel populární čínský gay seriál Addicted (Heroin) zákaz publikace posledních tří epizod v online prostředí. Jejich autoři se je proto rozhodli odvysílat prostřednictvím kanálu YouTube.
V roce 2017 se ve městě Si-an konala LGBTIQ+ konference. Dle sdělení západních reportérů, kteří byli v kontaktu s organizátory, během ní došlo k zatčení a následnému uvěznění několika aktivistů.
V dubnu 2018 se Sina Weibo, jedna z nejpopulárnějších čínských sociálních sítí, rozhodla stáhnout ze své platformy veškerá LGBTIQ+ témata. To vyvolalo značný odpor nejen z řad veřejnosti, nýbrž i Lidového deníku, oficiálního tisku vládnoucí Komunistické strany Číny. Jednou z forem protestu byl hashtag #IamGay, k němuž se přidalo více než 240 milionů uživatelů. O několik později se Sina Weibo rozhodla od své interní politiky upustit. Kritika z řad Lidového deníku byla v očích mnoha Číňanů vnímala jako první vstřícné gesto čínského vedení ve vztahu k LGBTIQ+ lidským právům. Nicméně o měsíc později čínské úřady zakázaly školskou kampaň proti anti-LGBTIQ+ šikaně při příležitosti oslav Mezinárodního dne proti homofobii.
Dle Siodhbry Parkinové z Global Network for Public Interest Law by si veřejnost neměla postoj deníku vykládat příliš optimisticky. "Může se jednat spíše o signál, že vedení Číny nemá s LGBTIQ+ lidskými právy jako takovými problém. To však ale neznamená, že budou čínské úřady tolerovat občanské iniciativy a aktivismus. Nemyslím si, že bychom se mohli stát svědky, kdy místní autority budou podporovat občanskou společnost, kterou obecně potlačují. Máte-li status nevládní organizace, pak se této nálepky nezbavíte bez ohledu na to, zda jste či nejste za LGBTIQ+," nechala se slyšet Parkinová.

## Souhrnný přehled
| Legální stejnopohlavní styk                                                            | (1997) |
| Stejný věk legální způsobilosti k pohlavnímu styku pro obě orientace                   | (14) |
| Antidiskriminační zákony v zaměstnání                                                  | (Částečná právní ochrana některých transgender zaměstnanců)                                                                 |
| Antidiskriminační zákony ve školství                                                   | No |
| Antidiskriminační zákony v přístupu ke zboží a službám                                 | No |
| Antidiskriminační zákony v ostatních oblastech (homofobní urážky, zločiny z nenávisti) | No |
| Stejnopohlavní manželství                                                              | [ 65 ] [ 66 ] [ 61 ] |
| Jiná forma stejnopohlavního soužití                                                    | (Pouze částečný status "druha" u nesezdaných homosexuálních párů)                                                           |
| Adopce dítěte partnera                                                                 | No |
| Společná adopce dětí stejnopohlavními páry                                             | No |
| Lesby, gayové a bisexuálové smějí otevřeně sloužit v armádě                            | (Služba povolená, ale není jasné, zda se neaplikuje politika "Don't ask, don't tell")                                       |
| Translidé smějí otevřeně sloužit v armádě                                              | |
| Možnost změny pohlaví                                                                  | (Požadovaný chirurgický zásah, jemuž mimo jiné předchází rok povinné psychoterapie)                                         |
| Institut třetího pohlaví                                                               | |
| Intersex děti chráněny před invazivními zásahy                                         | (Více - Intersex práva v Číně)                                                                                              |
| Zákaz konverzní terapie dětí a mládeže                                                 | (Stále praktikován — navzdory několika precedentům stavějících nucenou konverzní terapii mimo zákon)                        |
| Svoboda projevu                                                                        | (LGBT témata v médiích, včetně sociálních, cenzurována)                                                                     |
| Přístup k umělému oplodnění pro lesbické ženy                                          | (Ve státních nemocnicích požadován manželský certifikát, de facto možné v některých soukromých zařízeních)                  |
| Automatické rodičovství obou manželů po narození dítěte                                | |
| Náhradní mateřství pro gay páry                                                        | (Zakázáno všem bez výjimky)                                                                                                 |
| Homosexualita vyřazená ze seznamu nemocí                                               | / (Čínská společnost psychiatrů rozhodla o deklasifikaci v roce 2001, NHFPC a soudní systém ČLR se tím ale de facto neřídí) |
| Transsexualita vyřazená ze seznamu nemocí                                              | [ 68 ] |
| MSM smějí darovat krev                                                                 | (Zákaz od r. 2012) |